# Paul Koenig
Paul Franz Koenig (* 22. Februar 1881 in Ellwangen (Jagst); † 23. Oktober 1954 in Karlsruhe) war ein deutscher Apotheker und Agrarwissenschaftler, der als herausragender Tabakforscher bekannt wurde.

## Werdegang
Paul Koenig wurde als 12. Kind des Umgeldkommissars Georg Koenig geboren. Nach dem Tod der Eltern fand der fünfjährige Junge Aufnahme durch die Kleinbauern- und Bergmannsfamilie Heller in Röthardt. Durch seine Intelligenz in der Volksschule Wasseralfingen aufgefallen, konnte er das Gymnasium Ellwangen unter Erlass der Schulgebühren besuchen.
Er studierte von 1897 bis 1904 Pharmazie mit Aufenthalten in Wolfegg,Saulgau, Castrop (Westfalen), Beek-Ruhrort und Trossingen. Mit dem Studium der Chemie begann König im Jahr 1904 in Straßburg und beendete es 1907 an der TH Stuttgart mit dem pharmazeutischen Staatsexamen. Um Pflanzenzüchtung und Agrikulturchemie studieren zu können, ging er an die Universität Rostock (1907–1909) und verfasste dort seine Dissertation: „Studien über die stimulierenden und toxischen Chromverbindungen in Pflanzen, insbesondere bei Nutzpflanzen“. Danach war er bis 1911 Assistent an der landwirtschaftlichen Hochschule in Bonn-Poppelsdorf und erhielt dort eine Berufung als Leiter einer landwirtschaftlichen Versuchsstation in der Nähe von Kairo.
Während des Ersten Weltkrieges war Paul König als Sachverständiger am Amt für Heeresproviant Ludwigsburg und 1916–1918 im Auftrag des Auswärtigen Amtes in der Türkei tätig. Nachdem er 1919 nach Deutschland zurückgekehrt war, war er Referent für Belange der Landwirtschaft im "Rote-Meer-Bezirk" (Ägypten, Sudan, Äthiopien, Arabien, Palästina) im Auswärtigen Amt in Berlin und als Sachverständiger für Faserstoffe tätig.
1927 wurde er zum Gründungsdirektor des Tabakforschungsinstituts in Forchheim bei Karlsruhe berufen, dessen Direktor er bis zu seinem Eintritt in den Ruhestand 1951 blieb; 1938 erfolgte seine Ernennung zum Professor.
Paul König war ein international anerkannter Tabakforscher. Durch Züchtung nikotinfreier und nikotinarmer Tabaksorten löste er das Problem der Entnikotinisierung auf natürliche Weise. Aus seiner Feder stammen ca. 300 Veröffentlichungen, die sich mit Chemie, Pharmazie, Faserstoffen und Tabak befassen. König war Mitarbeiter an verschiedenen einschlägigen Handbüchern. Außerdem entstanden unter seiner Anleitung verschiedene Fachfilme über Tabak.

## Ehrungen
- 1951: Ehrendoktor der Landwirtschaftlichen Hochschule Hohenheim (anlässlich des 70. Geburtstages)
- 1952: Großes Verdienstkreuz der Bundesrepublik Deutschland
- Max-Eyth-Medaille
- 1951: Ehrenbürger von Forchheim
- Ehrenvorsitzender des Bundes für Vogelschutz
- Ehrenmitglied der Deutschen Landwirtschafts-Gesellschaft

## Werke (Auswahl)
- Studien über die stimulierenden und toxischen Wirkungen der verschieden wertigen Chromverbindungen auf die Pflanzen, insbesondere auf landwirtschaftliche Nutzpflanzen. Dissertation. Merseburg 1910.
- Dauerfleisch und Dauerwurst zu Versorgung von Heer und Volk. Berlin 1916.
- Tabakbau in Deutschland von der Saat bis zur Ernte. Berlin 1933.
- Weltwirtschaft der Baumwolle (mit A. Zelle). Berlin 1933.
- Die Entdeckung des reinen Nikotins im Jahre 1828 an der Universität Heidelberg durch Reimann und Posselt. Bremen 1940.